# Congiuntiva
La congiuntiva è una membrana mucosa, che ricopre il bulbo oculare e la parte interna delle palpebre; ha la funzione di proteggere il bulbo oculare, soprattutto la cornea, nonché di facilitare il suo scorrimento e di quello delle palpebre nelle fasi di ammiccamento, mediante la secrezione della componente mucinica del film lacrimale.

## Anatomia umana
Origina dalla rima palpebrale, proseguendo nella parte posteriore delle palpebre, creando la congiuntiva palpebrale, per poi ripiegarsi coprendo il bulbo (da cui il nome di congiuntiva bulbare) fino all'orlo sclero-corneale (limbo), lasciando così libera la cornea quando la palpebra è aperta.
Essa è una membrana mucosa.
Innervata da diramazioni del nervo ciliare, riccamente vascolarizzata dall'arteria palpebrale e dall'arteria ciliare, possiede delle ghiandole nello strato sottocongiuntivale chiamate ghiandole accessorie (Krause e del Ciaccio) e le ghiandole di Henle che producono muco, consentendo lo scorrimento della piega e per far stratificare l'acqua del film lacrimale.
Nella porzione superiore della piega stessa si riscontra la presenza di canali, con funzione di sede del liquido lacrimale, necessario per mantenere la bagnabilità della membrana e la relativa trasparenza corneale.

## Patologie
Le patologie legate alla congiuntiva sono difficilmente classificabili in quanto, spesso, le infiammazioni congiuntivali rappresentano epifenomeni di patologie di strutture annesse, come ad esempio la cornea; una prima divisione viene fatta dunque fra forme patologiche pure, malattie proprie della congiuntiva, e forme patologiche miste, cioè fenomeni di reazione agli annessi.
una seconda classificazione è basata sull'eziologia; si proporranno quindi affezioni:
- infiammatorie
- traumatiche
- cistiche
- congenite
- degenerative
- neoplastiche.

### Forma infiammatoria
Le patologie infiammatorie a carico della congiuntiva sono definite col termine generico di congiuntivite; sono le alterazioni congiuntivali più comuni e si presentano con manifestazioni peculiari, chiamate reazioni congiuntivali. I sintomi più comuni della congiuntivite sono: arrossamento, sensazione di gonfiore o secchezza, occhi appiccicati, lacrimazione, difficoltà di apertura degli occhi al risveglio e fotofobia. Il medico può riscontrare quindi iperemia (iniezione congiuntivale), edema, secrezioni, emorragie congiuntivali o sottocongiuntivali,  e segni più peculiari quali follicoli, papille, membrane o pseudomembrane.  Essa può essere di varia origine, soprattutto virale, batterica, da funghi e allergica. Tuttavia può anche essere provocata dall'uso o dall'abuso di cosmetici per gli occhi o dall'esposizione eccessiva al sole e/o al vento. La terapia da instaurare varia a seconda del tipo di congiuntivite e generalmente prevede l'uso di colliri; in ogni caso è opportuno che il tipo esatto di patologia venga diagnosticato da un medico oculista.

### Forma traumatica

Scheggia di ferro sul limite corneale

Sono lesioni dovute all'azione meccanica o chimico-fisica di sostanze o corpi estranei. 
I traumi meccanici si realizzano in graffi o ferite di varie entità; spesso non necessitano suturazione. Sono causati spesso da piccoli frammenti o polvere che irritano la congiuntiva, con conseguente arrossamento, lacrimazione e blefarospasmo (chiusura delle palpebre). Può essere anche causato dall'ipertricosi ciliare o distichiasi.
I traumi chimici sono dovuti al contatto con sostanze reattive, come acidi o alcali, e provocano danni più o meno gravi, in base a pH, concentrazione e tempo di contatto, che possono andare da una lieve erosione dell'epitelio con arrossamento, ad una necrosi tissutale. Il danno da alcali è più ampio, in quanto penetrano rapidamente e si legano ai lipidi dando alterazioni strutturali; gli acidi invece vengono tamponati dalle lacrime e causano precipitazione di alcune proteine di membrana, che formano quindi un'ulteriore barriera.
Esistono infine traumi da ustioni termiche, causate da fiamme o corpi incandescenti, e traumi da raggi UV, che provocano iperemia congiuntivale e cheratocongiuntivite attinica.